# نادي فرايبورغ (سويسرا)
نادي فرايبورغ لكرة القدم (بالفرنسية: FC Fribourg)‏ نادي كرة قدم سويسري يلعب في دوري الدرجة الرابعة (ليجا كلاسيك 1) . تم تأسيس النادي في سنة 1900 .